# 労働模範
労働模範(ろうどうもはん、中：劳动模范=láo dòng mó fàn、英：Model worker)とは、中国の政府、地方行政区、国有企業が人民並びに国内で功績を挙げた外国人労働者に授与する栄誉称号。模範称号の一つ。略称は労模(láo mó)。別称は模範労働者。関連する称号として先進工作者がある。

## 労働模範とは
労働模範とは、中国社会の各分野で生産や技術開発等で顕著な功績を挙げた労働者に授与される栄誉称号のことである。
1940年代にソ連のスタハーノフ運動に倣い、延安解放区で授与が始まった。成績が特に顕著な者については、国から全国労働模範の表彰を受けるが、それ以下の者については、各地方行政区や国有企業単位で授与されている。労働模範は文字通り、労働者のモデルとしての機能を有し、各時期、時代の要請にじたモデルが選出される。農業分野では延安時代の富農 呉満有が、土地改革後は農村の組織化に取り組んだ時代背景が反映し、農村組織化に功績があった個人農の李順達、合作会社時代は農民の合作会社化に貢献した王国藩、1960年代は国際的孤立化の中で農村建設を指導した陳永貴などが労働模範の栄に浴している。労働模範には、物的な優遇措置があり、労働保養地利用や退職後の年金保証が他の労働者より恵まれている。2000年代以降は資本家も労働模範に選出されるような傾向もみられる。また、近年の事例としては2010年4月20日、北京国際会議センターで、2010年北京市労働模範・先進的労働者表彰大会が開催され、はじめて製薬会社に勤務する日本人が授与対象者に選ばれるなど外国人も選出対象となってきている。そのほか、2015年4月29日には雲南省の野生動物園で飼育されているアライグマ2頭が動物園より労働模範に認定されるなど動物に授与される事例もみられる。

### 文献資料
- 加藤周一編『世界大百科事典 改訂新版』(平凡社、2007年) ISBN 9784582034004
- 新村出編『広辞苑 第六版』（岩波書店、2011年）ISBN 400080121X
- 松村明編『大辞林 第三版』（三省堂、2006年）ISBN 4385139059
- 李城外著、萩野脩二、山田多佳子訳『追憶の文化大革命 下巻：咸寧五七幹部学校の文化人』(株式会社ボイジャー、2014年)

### 報道資料
- 『読売新聞』2005年2月24日東京朝刊